# Ingo Röper
Ingo Röper (ur. 12 grudnia 1945 we Flintbek) – niemiecki lekkoatleta, sprinter, medalista mistrzostw Europy z 1969. W czasie swojej kariery reprezentował RFN.
Specjalizował się w biegu na 400 metrów. Zwyciężył w tej konkurencji na pierwszych europejskich igrzyskach juniorów w 1964. Zdobył złote medale na letniej uniwersjadzie w 1967 w Tokio w biegu na 400 metrów i w sztafecie 4 × 400 metrów (która biegła w składzie: Helmar Müller, Röper, Rolf Krüsmann i Werner Thiemann). Na europejskich igrzyskach halowych w 1968 w Madrycie zdobył srebrny medal w sztafecie 4 × 2 okrążenia (w składzie: Horst Daverkausen, Peter Bernreuther, Röper i Martin Jellinghaus).
Zdobył brązowy medal w sztafecie 4 × 400 metrów (która biegła w składzie: Horst-Rüdiger Schlöske, Röper, Gerhard Hennige i Jellinghaus) na mistrzostwach Europy w 1969 w Atenach. Na halowych mistrzostwach Europy w 1970 w Wiedniu odpadł w eliminacjach biegu na 400 metrów.
Był wicemistrzem RFN w biegu na 400 metrów w 1967 oraz brązowym medalistą w 1969. Był również mistrzem RFN w hali w tej konkurencji w 1970.